# Häuptling Büffelkind Langspeer

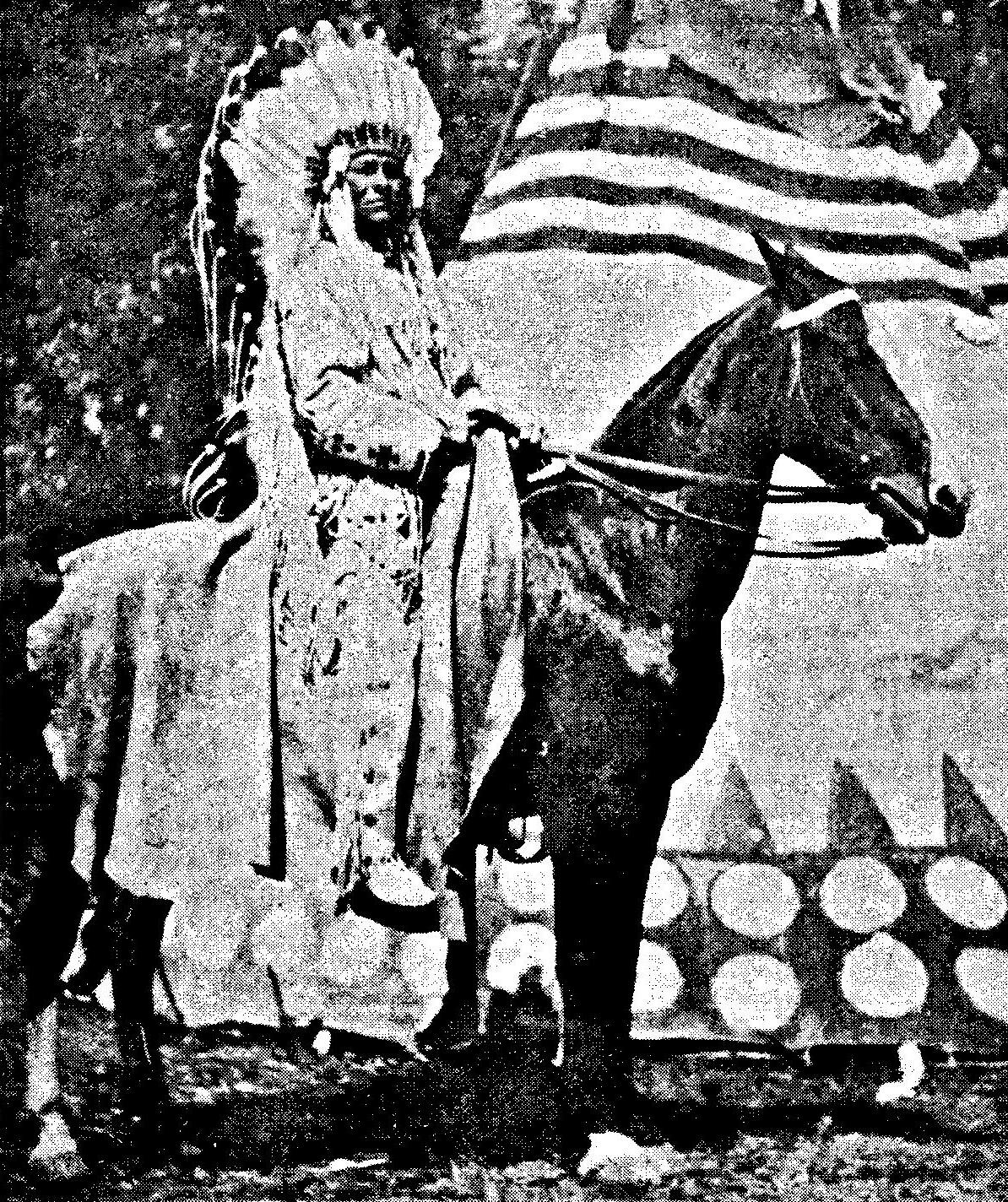
Long als Häuptling Büffelkind Langspeer

Häuptling Büffelkind Langspeer (* 1. Dezember 1890 als Sylvester Clark Long; † 20. März 1932) war ein afroamerikanischer Journalist, Autor und Filmschauspieler. Bekannt wurde Long durch das fiktive, aber als Autobiografie ausgegebene Buch Chief Buffalo Child Long Lance von 1928.

## Leben
Der Afroamerikaner Long hatte im Kontext der US-amerikanischen Rassentrennung an Schulen und des herrschenden Rassismus gegen Schwarze mit der Identität eines Angehörigen einer indigenen Stammesgruppe zunächst auf bessere Bildungschancen gehofft und präsentierte sich im Laufe der 1920er-Jahre als Häuptling der Stammesgruppe der Blackfoot.
Während der Dreharbeiten zum Film Der unsichtbare Feind im Jahr 1929, bei dem Long eine Hauptrolle spielte, kamen Zweifel an dessen vorgegebener Herkunft auf. Eine daraufhin vom Filmbeirat eingeleitete Untersuchung legte Longs tatsächlichen biografischen Hintergrund offen. Im Jahr 1932 beging Long Suizid.

## Werk
Im Jahr 1929, ein Jahr nach der Erstveröffentlichung der fiktiven Autobiografie, wurde sie von Hans Rudolf Rieder unter dem Titel Langspeer – Eine Selbstdarstellung des letzten Indianers ins Deutsche übersetzt. In den folgenden Jahrzehnten erschienen unter dem Titel Häuptling Büffelkind Langspeer erzählt sein Leben weitere deutschsprachige Ausgaben.